# Ťapešovo
Ťapešovo (in ungherese Tyapessó) è un comune della Slovacchia facente parte del distretto di Námestovo, nella regione di Žilina.